# Michał Sokołowski (działacz komunistyczny)
Michał Sokołowski, ps. Lutek, Marek, Ren, Włodek (ur. 13 października 1900 w Piotrowicach, zm. 1979) – polski działacz partyjny i komunistyczny, w latach 1945–1946 I sekretarz Komitetu Wojewódzkiego Polskiej Partii Robotniczej w Olsztynie, poseł do Krajowej Rady Narodowej.

## Życiorys
Syn Szczepana, robotnika rolnego, i Marii. Z zawodu giser-samouk, uczęszczał też na kursy spółdzielcze i związkowe. Dopiero w 1947 zdał tzw. małą maturę, po czym podjął studia na prawnicze na Wydziale Prawno-Ekonomicznym w olsztyńskiej filii Uniwersytetu Mikołaja Kopernika. W 1920 walczył w wojnie z bolszewikami, jednak zdezerterował. Za ten czyn został osadzony w obozie karnym w Tarnobrzegu i następnie kolonii saperskiej do 1922. Podjął następnie pracę w W. Moritza i Lubelskiej Spółdzielni Spożywców. Zaangażował się w działalność związkową oraz komunistyczną, m.in. w Międzynarodowej Organizacji Pomocy Rewolucjonistom. Od 1925 do 1938 członek Komunistycznej Partii Polski, działał także w Komunistycznej Partii Zachodniej Białorusi. W latach 1928–1934 odbywał wyrok więzienia, został następnie etatowym pracownikiem KPP. Był przedstawicielem Wydziału Rolnego Komitetu Centralnego KPP oraz sekretarzem w okręgach: Mława-Ciechanów, Łomża, Pomorze. Od 1937 do 1939 ponownie w więzieniu, z którego zbiegł po wybuchu II wojny światowej.
W okresie wojennym udał się do Lwowa, gdzie działał w związku zawodowym metalowców. Po wkroczeniu Niemców w 1941 aresztowany przez ukraińską policję, jednak dzięki znajomości z komendantem zdołał zbiec do Białej Podlaskiej, gdzie pracował dorywczo jako stolarz do 1944. W lipcu 1944 wstąpił do Polskiej Partii Robotniczej, do kwietnia 1945 sekretarz Komitetu Powiatowego PPR w Białej Podlaskiej. W kwietniu 1945 wysłany na Warmię i Mazury w ramach Grupy Operacyjnej Ministerstwa Administracji Publicznej, w tym samym roku został członkiem Rady Doradczej Pełnomocnika Rządu na Okręg Mazurski Jakuba Prawina oraz radnym Mazurskiej Rady Narodowej w Olsztynie. 24 kwietnia 1945 objął funkcję I sekretarza KW PPR w Olsztynie. Stracił stanowisko w styczniu 1946 wobec krytycznej opinii przełożonych (m.in. o jego skuteczności, wykształceniu oraz nieskutecznym zarządzaniu i nadzorze). Zdegradowano go wówczas do roli II sekretarza (od tej decyzji usiłował się odwołać do centrali partyjnej). Według jednego ze źródeł od marca 1946 wchodził w skład Krajowej Rady Narodowej.
W grudniu 1948 przeszedł do PZPR, jednak nigdy nie odzyskał dawnej pozycji w hierarchii. Działał także jako szef wojewódzki Związku Samopomocy Chłopskiej (1946–1949) oraz Towarzystwa Przyjaźni Polsko-Radzieckiej (od 1946). Został szefem oddziałów Okręgu Poczt i Telegrafów w Olsztynie i następnie Lublinie. W latach 1952–1953 wiceprzewodniczący Wojewódzkiego Komitetu Frontu Narodowego.